# Ivan Tukhtachev
Ivan Tukhtachev (né le 13 juillet 1989) est un athlète russe spécialiste du demi-fond. 

## Carrière
En 2009, Ivan Tukhtachev devient champion d'Europe espoirs sur 1500 mètres, devant le Britannique James Brewer et le Tchèque Jakub Holusa.
Le 17 février 2011, il remporte les championnats de Russie en salle sur 800 mètres, en 1 min 46 s 89.

### Palmarès
| Année | Compétition                   | Lieu   | Résultat | Épreuve | Performance   |
| ----- | ----------------------------- | ------ | -------- | ------- | ------------- |
| 2009  | Championnats d'Europe espoirs | Kaunas | 1er      | 1500 m  | 3 min 51 s 19 |

### Records
| Épreuve      | Performance   | Lieu      | Date           |
| ------------ | ------------- | --------- | -------------- |
| 800 mètres   | 1 min 45 s 47 | Joukovski | 3 juillet 2011 |
| 1 500 mètres | 3 min 39 s 80 | Sotchi    | 24 mai 2011    |

| Épreuve      | Performance   | Lieu   | Date            |
| ------------ | ------------- | ------ | --------------- |
| 800 mètres   | 1 min 46 s 89 | Moscou | 17 février 2011 |
| 1 500 mètres | 3 min 43 s 40 | Moscou | 24 février 2012 |